# Georges Lorand
Louis Georges Auguste Lorand né à Namur le 14 mai 1860, décédé à Aix-les-Bains le 31 août 1918 est un homme politique belge et un militant wallon.

## Biographie
Docteur en droit de l'Université libre de Bruxelles (1880), il est à la fois journaliste et politicien. Il est Secrétaire général de la Fédération progressiste, qui est la tendance radicale ou de gauche (par référence au Radicalisme français), au sein du parti libéral. Il est député libéral à la Chambre de Virton de 1894 à 1900 puis de Neufchâteau-Virton de 1900 à 1918.
Il fonde avec Émile Féron le journal quotidien La Réforme en 1884.
Il écrit pour plusieurs journaux libéraux, notamment des articles qui contestent vivement les méthodes utilisées dans l'État indépendant du Congo dont le souverain était Léopold II. lors des débats sur l'annexion de l’État indépendant du Congo par la Belgique, il dénoncera les gains faits par le Roi au prix des vies humaines.  Il est parmi les libéraux de gauche favorables au suffrage universel et il promeut l'idée de la démocratie directe telle que pratiquée en Suisse. Il fonde L'Aurore à Paris, dont il devient le correspondant pour la Belgique et travaille aussi à L'Express. Figure de proue du libéralisme à la fin du XIXe siècle il écrit des livres comme La Nation armée, Le Référendum et un texte polémique Démission ! Dissolution !.
En 1896, il demande au Parlement que les lois soient rédigées en flamand, allemand et français mais l'amendement qu'il dépose en ce sens est repoussé.
En 1912, il déclare que la Wallonie est tout aussi capable d'autonomie que les Cantons en Suisse ou les Länder en Allemagne ou encore que l'Irlande à laquelle l'Angleterre vient d'accorder l'autonomie.
Il soutient les idées de Jules Destrée et devient l’un des premiers délégués du Luxembourg à l'Assemblée wallonne (parlement wallon officieux), de 1912 à 1914.
Georges Lorand est aussi président de la Ligue belge des droits de l'Homme.

## Sources
- Encyclopédie du Mouvement wallon p. 1042.